# Aquiles Serdán 2.ª Sección (Azucenita)
Aquiles Serdán 2.ª Sección (Azucenita) es una localidad del municipio de Huimanguillo ubicado en la subregión de la Chontalpa del estado mexicano de Tabasco.

## Geografía
La localidad de Aquiles Serdán 2.ª Sección (Azucenita) se sitúa en las coordenadas geográficas 18°10′56″N 94°06′31″O / 18.182222, -94.108611, a una elevación de -4 metros sobre el nivel del mar.

## Demografía
Según el Conteo de Población y Vivienda 2020, efectuado por el Instituto Nacional de Estadística y Geografía, la localidad de Aquiles Serdán 2.ª Sección (Azucenita) tiene 150 habitantes, de los cuales 76 son del sexo masculino y 74 del sexo femenino. Su tasa de fecundidad es de 3.52 hijos por mujer y tiene 35 viviendas particulares habitadas.
| Gráfica de evolución demográfica de Aquiles Serdán 2.ª Sección (Azucenita) entre 1990 y 2020 |
|                                                                                              |
| INEGI.                                                                                       |